# Lam Kor-wan
Lam Kor-wan (22 de mayo de 1955) es uno de los dos únicos asesinos en serie que se conocen de Hong Kong.

## Crímenes
Lam, que trabajaba como conductor de taxi desde 1980, buscaría pasajeras femeninas, las estrangularía con cables y las llevaría al hogar de su familia, en donde las desmembraría. Su mote, "el asesino de los frascos", nació luego de que la policía constatara que guardaba órganos reproductivos femeninos en distintos contenedores tupperware. Era un fotógrafo entusiasta y frecuentemente tomaba fotos y videos de sus víctimas, incluso llegando a filmarse a sí mismo realizando actos de necrofilia con su cuarta víctima. La prensa china lo llamó "el asesino de las noches lluviosas", ya que varios de sus ataques sucedieron durante tales circunstancias.
Lam compartía habitación con su hermano, quien desconocía sus actividades. Lam trabajaba como taxista en el turno de noche, por lo cual podía desmembrar a sus víctimas durante el día sin que su familia lo notara. Su hermano fue inicialmente sospechoso en la investigación, pero luego la policía determinó que Lam actuaba por su cuenta. Los cuerpos eran desechados desde su taxi en los Nuevos Territorios y en la Isla de Hong Kong, y todos fueron hallados.

### Chan Fung-lan
Chan Fung-lan (陳鳳蘭), bailarina de discoteca de 22 años y madre de dos niños pequeños, tomó un taxi conducido por Lam en la avenida Kingston, en Tsim Sha Tsui, el 3 de febrero de 1982 a las 04:00 horas, después de salir del trabajo tras haber bebido con unos amigos. Tras llevar a la chica ebria a Kwun Tong, Lam la condujo de vuelta a su casa en To Kwa Wan, y luego entró en casa para recoger un cable eléctrico y estrangularla con él en el auto. Después llevó el cuerpo a su casa y lo escondió debajo del sofá de la sala de estar. Al día siguiente, después de que sus padres y hermano salieran, Lam le quitó la ropa al cadáver y le hizo fotografías. A continuación, el cuerpo fue cortado en siete trozos, un proceso grabado en un vídeo que tituló "Serious Secrets". Los genitales los colocó en una caja de plástico y conservó en vino de arroz, después envolvió los otros trozos en papel de periódico y los metió en una bolsa de plástico grande. Más tarde, fue arrastrada al río Shing Mun durante unas fuertes lluvias y flotó hasta el área entre Fo Tan y Belair Gardens donde fue advertida.

### Chan Wan-kit
Chan Wan-kit (陳雲潔), cajera de comercio de 31 años, salió de su lugar de trabajo en la avenida Ashton, Ion Tong, a las 5:20 de la madrugada del 29 de mayo de 1982 y se dirigió a casa en un taxi conducido por Lam bajo una intensa lluvia. En el vehículo la esposó y la estranguló hasta matarla con un cable eléctrico. Esta vez Lam utilizó un bisturí quirúrgico para desmembrar a la víctima y cortarle ambos pechos y toda la zona púbica para embalsamarlos. El resto del cuerpo lo cortó en varios trozos que envolvió en papel de periódico y los metió en un saco, que colocó en el maletero del taxi para ir a tirarlo en la cuesta de Lee Tsu Road la noche siguiente. El desmembramiento fue filmado en el vídeo "A Serious Secret".

### Leung Sau-wan
Leung Sau-wan (梁秀雲), de 29 años, barrendera de día y cocinera en un Burger King por la noche, murió en el taxi conducido por Lam en la avenida King Jeremy, Tai Kok Tsui, el 18 de junio, poco después de salir del trabajo a la 1 de la madrugada. Lam de nuevo se llevó el cadáver a casa, lo fotografió y grabó el desmembramiento en vídeo. Para facilitar su "trabajo", Lam colocó su cámara de vídeo en una litera y utilizó el temporizador para capturar sus movimientos. El proceso de desmembramiento de Lam fue más meticuloso que los dos anteriores, ya que no necesitó manipular la videocámara, e incluso abrió el abdomen de la víctima, extrajo los intestinos y los metió en la boca para probarlos. Lam tenía ganas de probar la carne humana, pero desistió porque se sentía mal. El cadáver desmembrado fue arrojado a un gran cenote.

### Leung Wai-sum
Leung Wai-sum (梁惠心), de 17 años, estudiante de la escuela Saint Andrews y trabajadora de una fábrica de plásticos, tomó un taxi en la puerta del hotel a las 11 de la noche para regresar a su apartamento en Sally Road Estate, en Hum Log, tras asistir a una fiesta de agradecimiento en el Hotel Victory el 1 de julio. Al ver que no regresaba, la familia llamó a los estudiantes que asistieron al banquete y la buscó en Tsim Sha Tsui, pero fue en vano. La policía notificó a todas las patrullas y hospitales de Hong Kong el informe de persona desaparecida y publicó un aviso de búsqueda y fotografías el 5 de agosto en busca de información, pero sin resultados. Lam alegó que a Leung la esposó y la estranguló con un cable eléctrico tras hablar con ella en el taxi sobre su escuela, su futuro, su familia, su religión y su espíritu, y que después se llevó el cuerpo a casa y la violó y descuartizó, proceso grabado en una cinta de vídeo que tituló "Operación 4".

## Arresto
Lam fue arrestado por agentes de paisano el 17 de agosto de 1982, luego de intentar revelar fotografías del desmembramiento de su última víctima en una tienda de Kodak. El gerente de la tienda, ubicada en Mong Kok, dio aviso a la policía y esta esperó a que Lam viniera a recoger sus fotografías. Cuando lo confrontaron, Lam indicó que las fotos pertenecían a un amigo suyo que trabajaba en una embarcación y con el que pronto se reuniría. Cuando el hombre no apareció, la policía escoltó a Lam hasta el apartamento de sus padres en la calle Kwei Chau y ejecutó un allanamiento. La policía encontró una vieja caja de municiones en la habitación que compartía con su hermano, dentro de ella hallaron pornografía y más fotografías de partes de cuerpos desmembrados, cintas de video y varios tupperware que contenían órganos sexuales femeninos en vino de arroz.

## Juicio
El 8 de abril de 1983, luego de un largo juicio de 3 semanas, con un jurado de 7 personas, Lam fue hallado culpable de 4 cargos de asesinato y sentenciado a muerte por ahorcamiento. El 29 de agosto de 1984, la sentencia de Lam fue conmutada a cadena perpetua, como era tradición en Hong Kong antes de la abolición de la pena de muerte en 1993. Actualmente se encuentra cumpliendo su condena en la prisión de máxima seguridad de Shek Pik. Al hablar con el psiquiatra William Green, Lam dijo que había "comido parte de los intestinos de una de sus víctimas", y que su principal motivación no era sexual, sino que "fue Dios quién le dijo que asesinara a sus víctimas".

## Víctimas
- Chang Fung-lan, mujer, 22 años, bailarina de discoteca y madre de dos hijos, su cuerpo fue encontrado en 7 partes en el río Shing Mun, en Nuevos Territorios.
- Chan Wan-kit, mujer, 31 años, cajera de comercio en el Banco Saint Augustine, su cuerpo fue encontrado en una bolsa de pollo cerca de Lee Tsu Road, en la Isla de Hong Kong.
- Leung Sau-wan, mujer, 29 años, cocinera de Burger King y barrendera, su cuerpo fue encontrado en una bolsa de pimiento rojo cerca de 6 Littleton Road, en la Isla de Hong Kong.
- Leung Wai-sum, mujer, 17 años, estudiante de Saint Andrews School y trabajadora de una fábrica de plásticos, su cuerpo fue encontrado en una bolsa de carne cerca de Tsung Kwong, en la Isla de Hong Kong.

Las víctimas en este caso fueron identificadas por dos estudiantes del Hospital Dental Prince Philip, que forma parte de la Universidad de Hong Kong, quienes crearon y perfeccionaron un sistema de superposición fotográfica. Esto involucraba tomar una fotografía ante-mortem de la supuesta víctima, junto con una radiografía craneal post mortem y buscar similitudes coincidentes, algo similar al método forense empleado para las huellas dactilares.

## En la cultura popular
Lam Kor-wan fue interpretado por el actor Simón Yam, de Hong Kong, en la película Dr. Lamb de 1992.
Un Lam ficcionalizado fue luego interpretado por Lawrence Ng en el filme de 1994 "The Underground Banker". Se presenta a Lam, liberado de prisión, como un budista reformado que es amigable y servicial con sus vecinos y regresa a su estado psicótico y asesino para ayudar a su vecino a vengarse de una tríada que violó y asesinó a su familia.
El filme de 1999 "Trust me U Die" es, algunas veces, conocido por su título alternativo "The New Dr. Lamb", pero no tiene conexión con Lam Kor-Wan o el filme anterior mencionado, a excepción de que Simón Yam actúa en ambas películas.